# Michael Radford
Michael Radford (Nova Deli, 24 de fevereiro de 1946) é um diretor e roteirista britânico. Dirigiu, entre outros, Il Postino e 1984, adaptação da obra de George Orwell.

## Filmografia
- Van Morrison in Ireland (1980) - Realizador (documentário)
- The White Bird Passes (1980) - Realizador (TV)
- Another Time, Another Place (1983) – Realizador/Guionista
- Nineteen Eighty-Four (1984) – Realizador/Guionista
- White Mischief (1988) – Realizador/Guionista
- Il Postino (1994) – Realizador/Guionista
- B. Monkey (1998) – Realizador/Guionista
- Dancing at the Blue Iguana (2000) – Realizador/Guionista/Produtor
- Ten Minutes Older: The Cello (2002) - Realizador/Guionista
- The Merchant of Venice (2004) – Realizador/Guionista
- Flawless (2007) – Realizador
- Michel Petrucciani (2011) - Realizador (documentário)
- Hotel Lux (2011) – Realizador
- La Mula (2012) – Guionista/Co-Produtor
- Elsa & Fred (2014) –  Realizador/Guionista